# Télimélé (prefectuur)
Télimélé is een prefectuur in de regio Kindia van Guinee. De hoofdstad is Télimélé. De prefectuur heeft een oppervlakte van 7.580 km² en heeft 284.409 inwoners.
De prefectuur ligt in het westelijke deel van het land en ook in het westen van de heuvelachtige Fouta Djalon. De inwoners zijn voornamelijk islamitische Fulani (Peul).
Landbouw is een belangrijke inkomstenbron van de prefectuur; rijst, gierst en fruit worden verbouwd en er is veeteelt. De Téliméle-markt verkoopt lokale landbouwproducten en huishoudelijke artikelen en gereedschappen. Ook wordt er vee naar Conakry getransporteerd voor verkoop.

## Subprefecturen
De prefectuur is administratief verdeeld in 14 sub-prefecturen:

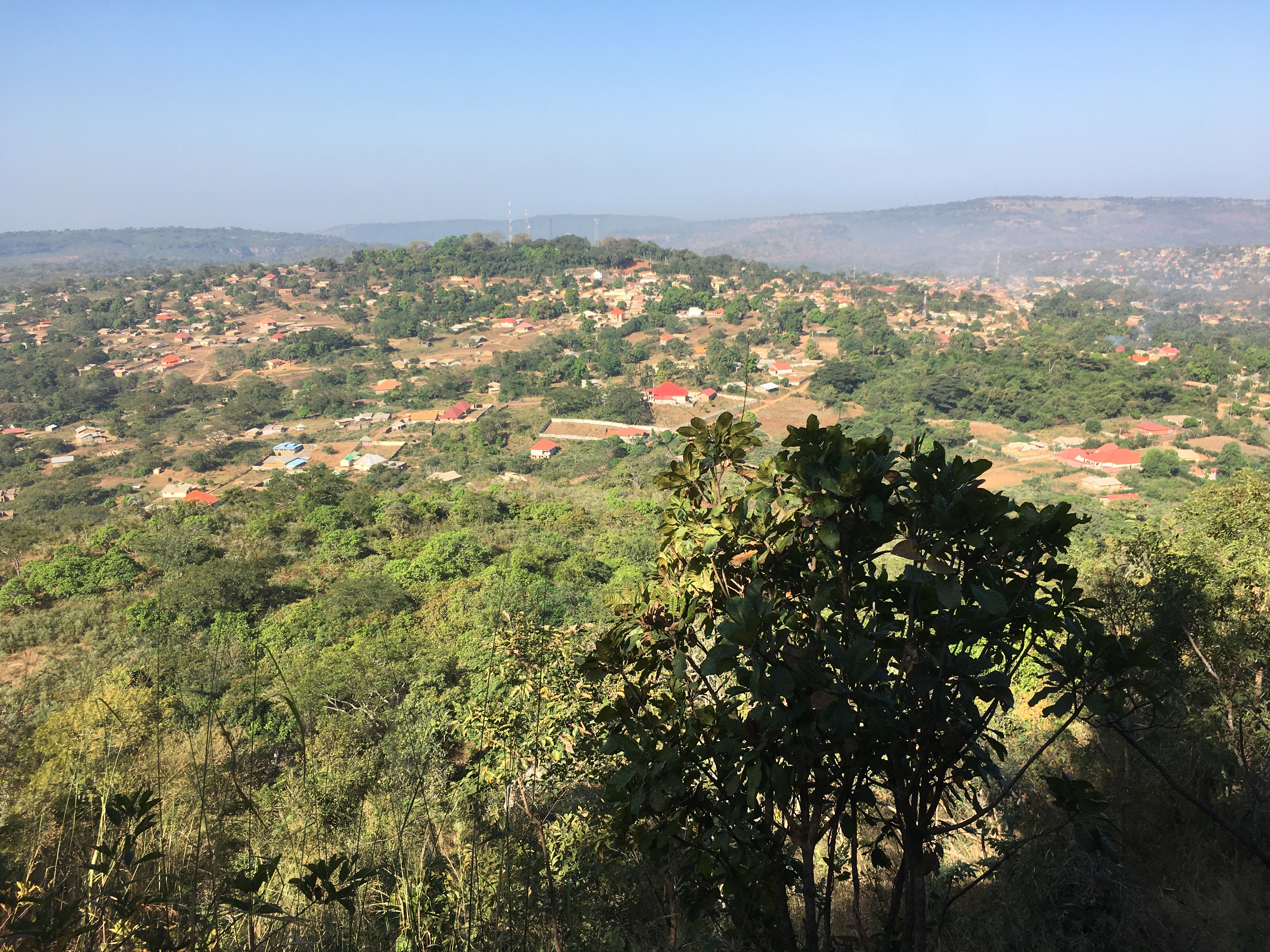
Landschap van Télimélé

1. Télimélé-Centre
2. Bourouwal
3. Daramagnaky
4. Gougoudjé
5. Koba
6. Kollet
7. Konsotamy
8. Missira
9. Santou
10. Sarékaly
11. Sinta
12. Sogolon
13. Tarihoye
14. Thionthian